# Órar
Órar är den isländska reggaegruppen Hjálmars sjätte studioalbum. Albumet släpptes år 2011.

## Låtlista
1. "Órar" – 4:53
2. "Á tjörninni" – 5:04
3. "Áttu vinur augnablik" – 3:07
4. "Ég teikna stjörnu" – 3:42
5. "Borð fyrir tvo" – 3:43
6. "Eilíf auðn" – 3:13
7. "Náttúruskoðun" – 2:59
8. "Í gegnum móðuna" – 5:16
9. "Haust" – 5:00
10. "Óðar þó ég gleymi" – 4:21
11. "Lítið lag" – 4:07